# 임종완
임종완(1985년 2월 1일 ~ )은 대한민국의 배우이다.

## 학력
- 한국예술종합학교 연극원 연기과 학사

## 출연작

### 뮤지컬
- 《하이파이브》 - 대규 역
- 《리걸리 블론드》 - 애론 / 검사 역
- 《날아라 박씨》 - 황태경 역
- 《오디션》 - 홍다복 역
- 《스페셜레터》 - 정은희 역
- 《오! 당신이 잠든 사이》 - 닥터리 역
- 《그리스》 - 대니 역

### 연극
- 《찬란히 빛나는》 - 헨리 역
- 《택시 드리벌》 - 승객들 역
- 《까사발렌티나》 - 조나단 / 미란다 역
- 《연애의 목적》 - 최지성 역
- 《그놈을 잡아라》 - 남지운작가 역
- 《서툰 사람들》 - 장덕배 역
- 《작업의 정석》 - 서민준 역
- 《죽여주는 이야기》
- 《렛미인》
- 《풍선》
- 《소년이 그랬다》